# Mandlingpass
Der Mandlingpass ist ein 815 m ü. A. hoher Talpass im Osten der Radstädter Tauern im Ennstal. Er liegt in Mandling, einem Ortsteil von Radstadt (Salzburg) und Schladming (Steiermark) in Österreich.
Südlich der Passstraße befindet sich der Durchbruch der Enns in das steirische Ennstal 807 m ü. A.
Der Mandlingpass selbst bildet keine Wasserscheide. Die Enns trennt hier die Salzburger Schieferalpen im Norden und die Radstädter Tauern im Süden. Von Norden bildet die Mandling (in der Stmk.: Mandlingbach) die Bundeslandgrenze und mündet knapp östlich davon in die Enns.
An der vormaligen Grenze des Fürsterzbistums Salzburg zur österreichischen Steiermark befand sich die bedeutsame Befestigungsanlage Mandlingpass.

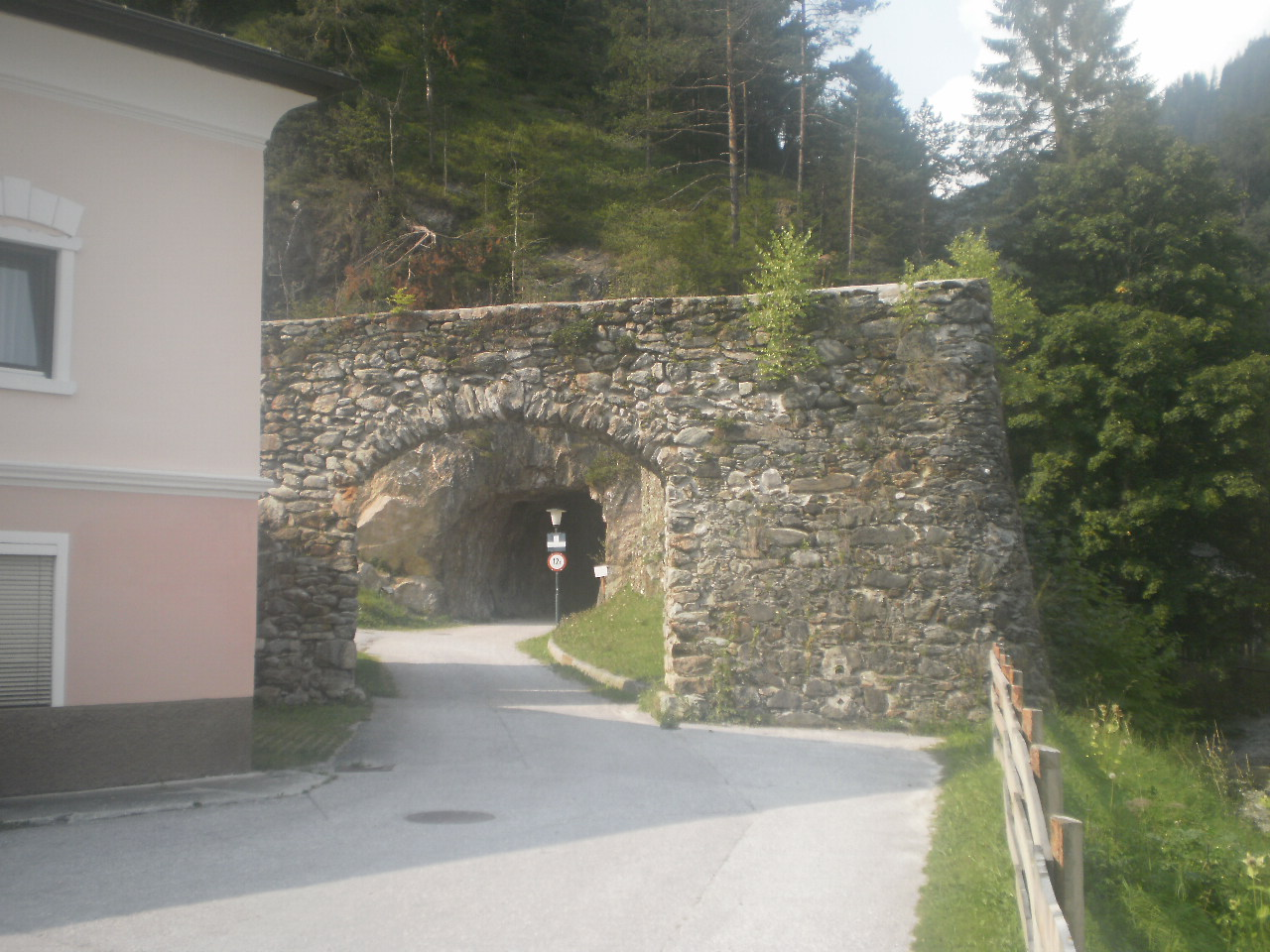
Mandlingpass am Filzmoosweg